# Borassodendron machadonis
Espèce
Synonymes
- Borassus machadonis Ridl.[1]

Statut de conservation UICN

 VU D2 : Vulnérable
Borassodendron machadonis est une espèce de plantes de la famille des Arecaceae.

## Publication originale
- Webbia 4: 361. 1914.